# Markus Gier
Markus Gier (Sankt Gallen, 1 januari 1970) is een Zwitsers roeier. Hij nam uitsluitend deel aan het lichtgewicht roeien. Gier maakte zijn debuut tijdens de wereldkampioenschappen roeien 1989 in de lichte dubbel-vier en won hierop de zilveren medaille. In 1991 maakte Gier de overstap naar de lichte-dubbeltwee. Vanaf de wereldkampioenschappen roeien 1992 won hij op vier opeenvolgende wereldkampioenschappen medailles in de lichte dubbel-twee, met als hoogtepunt de wereldtitel in 1995. Tijdens de Olympische Zomerspelen 1996 won Gier de olympische titel in de lichte dubbel-twee
Gier behaalde al zijn medailles in de lichte dubbel-twee met zijn oudere broer Michael Gier.

## Resultaten
- Wereldkampioenschappen roeien 1989 in Bled  lichte dubbel-vier
- Wereldkampioenschappen roeien 1990 in Barrington 6e lichte dubbel-vier
- Wereldkampioenschappen roeien 1991 in Wenen 4e lichte dubbel-twee
- Wereldkampioenschappen roeien 1992 in Montreal  lichte dubbel-twee
- Wereldkampioenschappen roeien 1993 in Račice  lichte dubbel-twee
- Wereldkampioenschappen roeien 1994 in Indianapolis  lichte dubbel-twee
- Wereldkampioenschappen roeien 1995 in Tampere  lichte dubbel-twee
- Olympische Zomerspelen 1996 in Atlanta  in de lichte dubbel-twee
- Wereldkampioenschappen roeien 1997 in Aiguebelette-le-Lac 4e lichte dubbel-twee
- Wereldkampioenschappen roeien 1998 in St. Catharines 4e lichte dubbel-twee
- Olympische Zomerspelen 2000 in Sydney 5e in de lichte dubbel-twee
- Wereldkampioenschappen roeien 2001 in Luzern 10e lichte dubbel-twee
- Wereldkampioenschappen roeien 2003 in Milaan 12e lichte dubbel-twee

1996: Michael Gier & Markus Gier ·
2000: Tomasz Kucharski & Robert Sycz ·
2004: Tomasz Kucharski & Robert Sycz ·
2008: Mark Hunter & Zac Purchase ·
2012: Mads Rasmussen & Rasmus Quist ·
2016: Jérémie Azou & Pierre Houin ·
2020: Fintan McCarthy & Paul O'Donovan ·
2024: Fintan McCarthy & Paul O'Donovan